# Filip II av Taranto
Filip II av Taranto, född okänt år, död 1374, var en monark i den grekiska korsfararstaten furstendömet Achaea från 1364 till 1373.